# Borowianka (województwo śląskie)
Borowianka – wieś w Polsce położona w województwie śląskim, w powiecie kłobuckim, w gminie Kłobuck.
| SIMC    | Nazwa    | Rodzaj    |
| ------- | -------- | --------- |
| 0133853 | Niwka    | część wsi |
| 0133860 | Olszówka | część wsi |

W latach 1975–1998 miejscowość administracyjnie należała do województwa częstochowskiego. Przez wieś przepływa rzeka Czarna Oksza. Borowianka sąsiaduje z wsiami: Kamyk, Nowa Wieś, Kopiec, Kuźnica Kiedrzyńska.